# Општина Шоарш (Брашов)
Шоарш (рум. Şoarş) општина је у Румунији у округу Брашов.
Oпштина се налази на надморској висини од 481 m.